# Action Replay

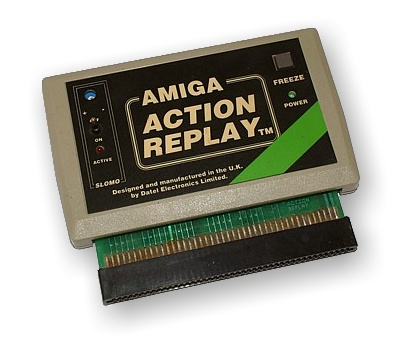
Cartouche Action Replay pour l'Amiga 500.

L’Action Replay est le nom d'une marque de dispositif de triche pour jeux vidéo (comme les cartouches de triche), créé par Datel.
Il permet d'entrer des codes de triche (cheat codes) dans certains jeux vidéo. Il en existe plus d'une douzaine de modèles différents. Certains sont conçus pour un seul jeu (comme l’Action Replay Ultimate Cheats : Kingdom Hearts 2 ou l’Action Replay Ultimate Cheats : Metal Gear Solid 3: Snake Eater).
Depuis 2005, l'Action Replay est disponible sur les consoles GameCube, Game Boy Advance, PlayStation, PlayStation 2, Xbox, Nintendo DS et la PlayStation Portable.

## Histoire

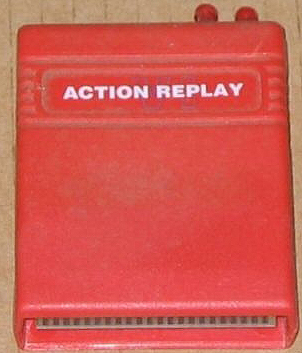
Cartouche Action Replay pour le Commodore 64.

L'Action Replay a fait ses débuts sur le Commodore 64, un des premiers ordinateurs personnels. Avec sa cartouche rouge de marque déposée, l'Action Replay était l'une des cartouches turbos les plus populaires. En effet, car ces cartouches autorisaient une vitesse de calcul et d'exécution plus rapide, permettant, par exemple, d'accroître jusqu'à 10 fois la vitesse à laquelle le lecteur de disquette transférait les données. Une autre fonction importante de cette cartouche était sa capacité de « geler » le programme en cours, de sauvegarder le contenu de la mémoire sur une cassette ou une disquette avant que le fichier soit à nouveau chargé. À titre indicatif, avec un Commodore 64, la cartouche n'avait pas besoin d'être installée. Une fois chargé, le programme reprenait son cours normal au point exact où il avait été arrêté.
Ainsi, un seul chargement du jeu était nécessaire afin de l'enregistrer et de le copier. La cartouche incluait également d'autres possibilités tels que la gestion des fichiers de disquette et la copie de disquette.
Depuis cette époque, de nombreuses versions ont été produites pour différents systèmes, mais possèdent tous, la même caractéristique que la version du Commodore 64, soit la capacité d'examiner les emplacements de mémoire, et plus important encore, les modifier.
Les seules exceptions à cette règle sont l'Action Replay de la Xbox et de la PlayStation Portable puisqu'ils sont des dispositifs de transfert de fichiers de sauvegarde.

## Caractéristiques
L'Action Replay sert à modifier un jeu vidéo grâce à des codes fournis par le logiciel dont le but est de faciliter l'action du joueur.

### Générales à toutes les versions
- L'utilisateur peut obtenir des objets qui ne peuvent être obtenus normalement lorsque la trame du jeu est suivie. Par exemple, utiliser l'Action Replay afin d'accéder à certains jeux NES dans Animal Crossing.
- L'Action Replay permet de récupérer une quantité infinie de ressources telles que de la vie, du temps, des munitions, etc. ; par exemple, utiliser l'Action Replay afin d'avoir un nombre infini de MasterBall's dans Pokémon version Platine ou de trouver directement des Pokémon chromatiques.
- L'Action Replay vous donne accès à des niveaux qui sont généralement indisponibles (la plupart étant des niveaux utilisés pour les bêta-tests ou parce qu'ils ont été supprimés du jeu avant sa commercialisation).

### Spécifiques à certaines versions
- La version pour la Game Boy de l'Action Replay permet aux joueurs de Pokémon Rouge et Bleu de capturer Mew, même s'il est possible de l'avoir avec une autre astuce (dévoilée en 2003) sans l'Action Replay.
- La version pour la GameCube est offert avec le FreeLoader qui vous permet de jouer à des jeux d'un pays sur une console d'un autre pays (ex. : jouer à des jeux en version japonaise sur une GameCube européenne).
- L'Action Replay MAX (version mise à jour de l'Action Replay original pour la PlayStation 2) qui inclut la capacité de lire des DVD provenant de n'importe quelle région du monde, de gérer les sauvegardes d'une carte mémoire, de télécharger des fichiers de sauvegarde et des codes par le biais d'un adaptateur réseau et également de clavarder en ligne sur le réseau de Datel (en utilisant l'adaptateur réseau). Cette version mise à jour contient aussi un logiciel PC qui permet de créer des disques lisibles sur une PlayStation 2 non modifiée contenant des documents tels que des films compressés en DivX, MP3, logiciels homebrews ou un émulateur de Mega Drive/Sega Genesis. Le support des clés USB est également inclus.
- L'Action Replay MAX peut également être utilisé afin d'accéder à la modification controversée « Hot Coffee » du jeu Grand Theft Auto: San Andreas.
- L'Action Replay pour la Xbox est muni d'un exploit qui permet d'utiliser des homebrews.

## Critiques
Datel, le créateur de l'Action Replay, a reçu plusieurs critiques venant du monde vidéoludique à l'encontre de ses produits. L'une des plaintes les plus courantes est la prétendue obsolescence programmée où les codes pour un jeu qui vient d'être mis en vente requièrent la version la plus récente du logiciel de triche.
Datel est également connu pour son faible soutien à l'égard des codes ; nombreux sont les joueurs qui doivent attendre des semaines avant que Datel publie des codes pour un jeu en particulier et très souvent, ils sont incomplets. Par exemple, dans le jeu Gran Turismo 4, Datel a publié les codes plus d'un mois après la sortie du jeu. Même avec un tel retard, les codes ne servent, pour la plupart, qu'à modifier la voiture dans le mode Arcade. Les codes les plus en demande tels que ceux réduisant le nombre de tours de piste (dans le but de diminuer le nombre d'heures nécessaires afin de compléter une course d'endurance) n'étaient dévoilés qu'après de nombreuses requêtes et principalement afin d'amenuiser la colère des usagers. Datel a aussi offert un cédérom contenant des codes de triche spécifiquement pour Gran Turismo 4, mais les joueurs y voient plus un moyen lucratif.

## Versions pour les ordinateurs
- Commodore 64
  - Action Replay
  - Action Replay II
  - Action Replay III
  - Action Replay IV (1988)
  - Action Replay VI (1989)
- Commodore Amiga

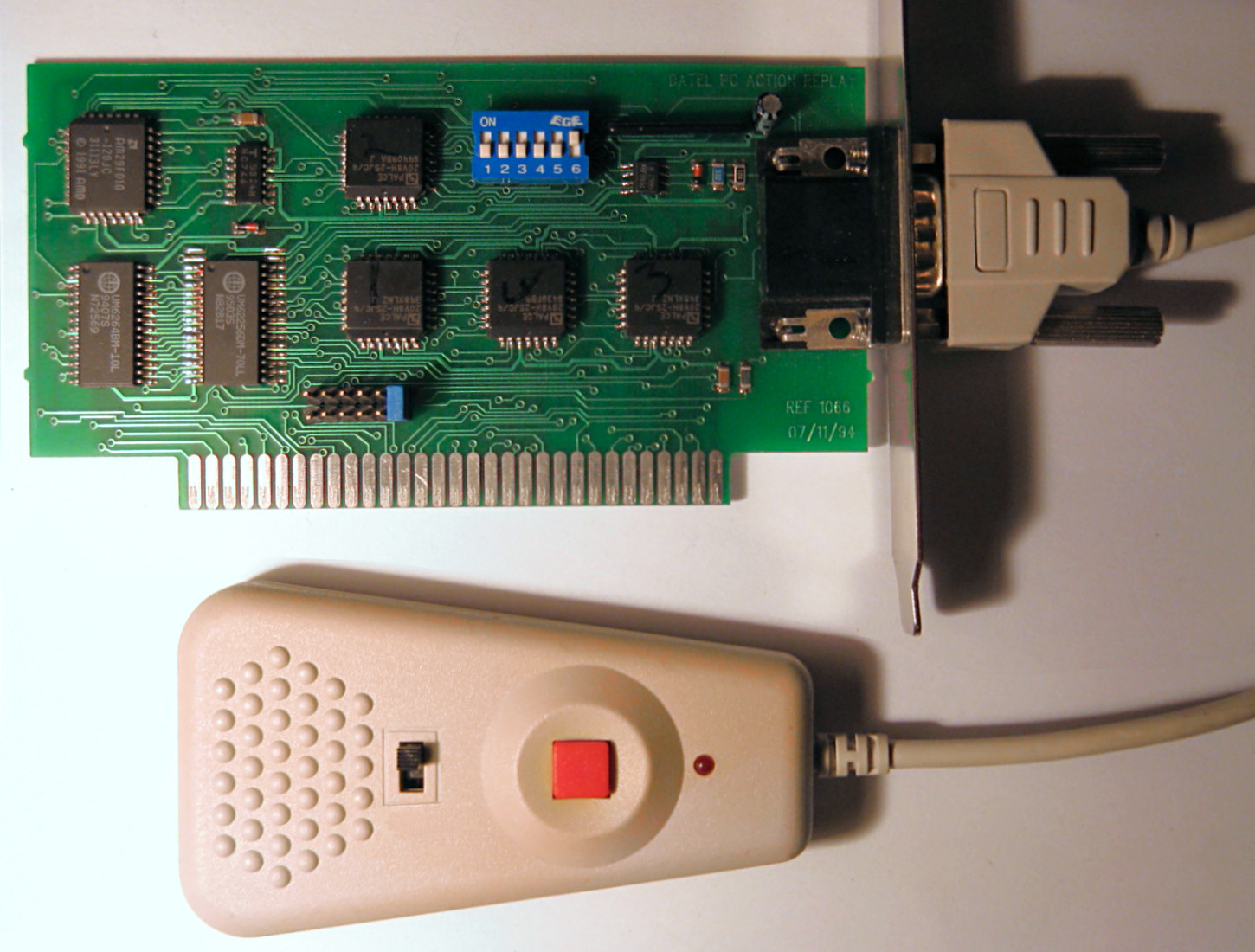
Action Replay pour PC (1994) sur une carte ISA.

  - Action Replay (carte A500 / carte UCT A2000)
  - Action Replay (carte A1200)
  - Action Replay Mk II (carte A500 / carte UCT A2000)
  - Action Replay Mk III (carte A500 / carte UCT A2000) (1991)
- PC
  - Action Replay PC (carte ISA) (1994)

## Versions pour les consoles de jeu

### L'ère des systèmes 8 bits
- Nintendo Entertainment System
  - Pro Action Replay
- Sega Master System
  - Pro Action Replay

### L'ère des systèmes 16 bits
- Sega Genesis/Mega Drive
  - Pro Action Replay (vendu sous le nom de GameShark aux États-Unis)
  - Pro Action Replay 2
- Super Nintendo
  - Pro Action Replay
  - Pro Action Replay 2
  - Pro Action Replay MK3

### L'ère des systèmes 32/64 bits
- Sega Saturn
  - Pro Action Replay (également disponible avec l'expansion 4M RAM)
- Sony PlayStation
  - Action Replay (1995)
  - Pro Action Replay (1996)
  - Action Replay CDX (1997)
  - Action Replay Extreme Equalizer (2000) – Version quasiment identique au CDX mais compatible avec la PSOne et gérant les nouveaux codes sur carte mémoire PlayStation.
- Nintendo 64
  - Action Replay Pro (1999)
  - N64 Equaliser

### L'ère de la6egénération
- Sega Dreamcast
  - Action Replay CDX
- Sony PlayStation 2
  - Action Replay 2 (2000)
  - Action Replay 2 V2 (2001)
  - Action Replay MAX (2003, mise à jour significative en 2004)
- Microsoft Xbox
  - Action Replay (2002)
- Nintendo GameCube
  - Action Replay (2003)

### L'ère de la7egénération
- Wii
  - Action Replay et Action replay Powersave
- Xbox 360
  - Action Replay MAX Powersave
- PlayStation 3
  - Action Replay MAX Powersave

### Versions pour les consoles portables
- Nintendo Game Boy
  - Pro Action Replay
- Nintendo Game Boy Color/Pocket
  - Action Replay
  - Action Replay Pro
  - Action Replay Xtreme édition spéciale
- Nintendo Game Boy Advance
  - Action Replay (2001)
  - Action Replay Duo (2005)
- Nintendo DS, Nintendo DSi
  - Action Replay Duo (2005)
  - Action Replay DS (2006)
  - Action Replay DSi (2009)
  - Action Replay DSi (2010)
- Nintendo 3DS
  - Action Replay 3DS (Compatible avec DS, DS Lite, DSi, DSi XL)(2012)
- Sega Game Gear
  - Pro Action Replay
- Sony PlayStation Portable (PSP)
  - Action Replay MAX (2005)